# 浮潜
浮潜（英語：Snorkeling）是指使用一根呼吸管在水面上游泳。浮潜者所需的装备包括面镜、蛙鞋、呼吸管和泳装。水肺潜水的人在水面上也使用浮潜。营救和搜索队在水面上寻找的时候也使用浮潜。水底曲棍球等体育运动也使用浮潜。
浮潜运动在热带度假村和水肺潛水地区浮是一种很普及的休闲活动。其最重要的吸引力在于不需要水肺潜水那样复杂的设备和训练就可以在自然环境中观察水下生物，另外在观察的时候不会受水泡的干扰。

## 呼吸管

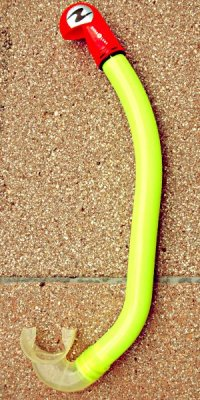
呼吸管

浮潜的呼吸管一般30厘米长（湿式管），其内径约1.5至2.5厘米宽，一般呈L或者J形，在下部一般有一嘴，通常用橡胶或者塑料制成的。通过它浮潜者的嘴和鼻子可以沉在水里，但是继续呼吸。呼吸管一般有一块橡胶把呼吸管连在潜水镜的带子上。舊式呼吸管也有直接夹在带子和头之间的，但是这往往会导致潜水镜漏水。
最常见的呼吸管是一根简单的管子，可以完全沉没在水下。浮潜有两种排水的方法：可以在露出水面后猛吹气，或者可以在快要到达水面时排气，直到露出水面，然后把头摆正，再吸气。后者是通过排气把管子里的水挤出去，这种方法比较有效，但是需要一些训练。
一些现代的呼吸管的嘴上有一个水窝，这样少量水可以留在呼吸管内而不会影响呼吸。有些在水窝上有一个单向阀门，水窝里充水后可以自动排水。一些呼吸管的顶部有一个阀门，可以防止浮潜在水下时水会进入呼吸管。一些更先进的呼吸管甚至可以防止水溅入里面，使得水不会进入浮潜者的嘴。
呼吸管技术的发展使得这个问题现在能够得以解决。比如有先进的呼吸管使用单向阀分离吸入气和呼出气的管道，此外在水下吸入的管道被封住，这样浮潜者在上|。
目前呼吸管一般分为干式管和湿式管（湿式管包括半干式管）：干式管可确保下潜时不会有水灌进管中，而湿式管则灌满一整管水。闭气潜游后上浮到水面时，湿式管需要鼓足气一下将灌满管中的水从进气管头和排水阀处吹走，然后才吸气呼吸。

## 潜水镜
浮潜者一般戴类似水肺潜水的人用的潜水镜；其在浮潜者的眼睛前形成一块有空气的地方，使得浮潜者能够水下清楚看到事物。所有水肺潜水的潜水镜还使得鼻子露在空气中。此外还包括把潜水镜戴在头上的带子。带子的形状各种各样，材料也各不相同。最常见的是橡胶或者矽氧樹脂製的。

## 实践

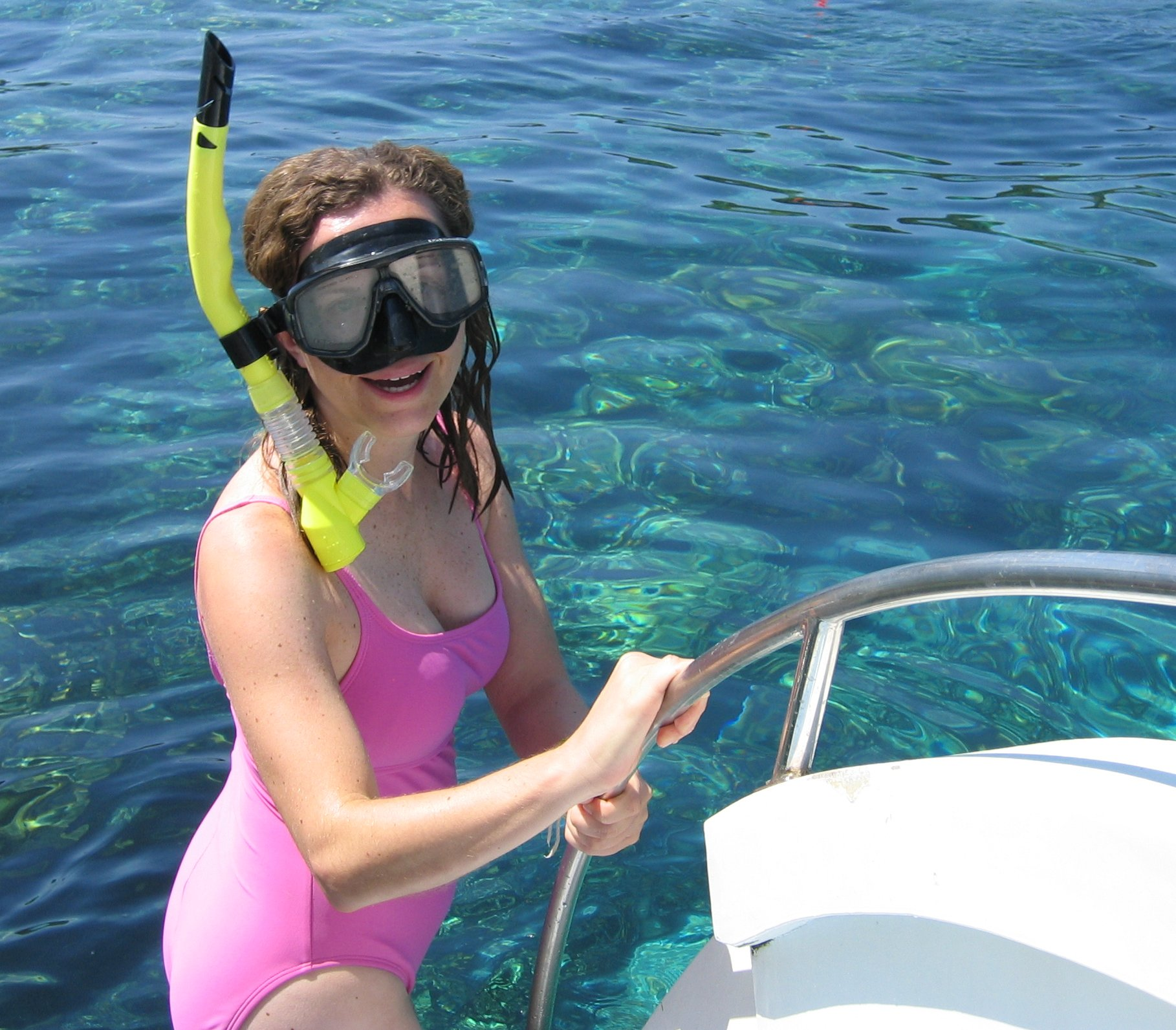
戴呼吸管和潜水镜的浮潜者

虽然在任何水域戴上潜水镜和呼吸管都可以称为是浮潜，但是一般浮潜是在礁石、沉船或者其它水下物体附近进行的。浮潜的目的在于观察水中生物如鱼、海藻或者观看水下的岩石。一般浮潜看作是一种休闲，而不是体育。
浮潜不需要特别的训练，只需要能够游泳和通过呼吸管呼吸的技巧。出于安全起见一般建议“有经验”的浮潜者、导游、潜水店或者潜水设备租借店进行指导。指导内容包括设备使用方法、基本安全措施、注意事项和物种保护指导。与水肺潜水一样一般建议不要一个人浮潜，而是与其他人一起，或者在导游带领下浮潜。
一些商业浮潜地区要求浮潜者穿类似救生衣的可以充气的背心。这些救生衣一般呈鲜艳的黄色或者橙色，并佩戴可以让使用者给它们充气或者排气的设施，来调整它们的浮力。但是这些背心阻碍浮潜者自由潜到他们想去的深度。在冷水里浮潜者应该穿相应厚的潜水衣。在热带浮潜者往往也穿衣服和短裤来防止被晒伤。
有经验的浮潜者往往开始自由潛水，他们在这样做之前至少应该从有经验的自由潛水者那里获得一些指导。

### 安全注意
对浮潜者来说最大的危险是小的游艇和快艇。浮潜者往往完全埋在水下，只有他们的呼吸管露在水面上。由于这些船只在浮潜者浮潜的地方游弋，因此相撞的可能性存在。帆船和冲浪者也很危险，因为他们的驱动系统非常安静因此浮潜者可能不知道他们在附近，与此相对机动船的声音在水下可以传很远。浮潜有可能被这些船只撞到。只有很少地方把浮潜者和这些小船分开来，因此浮潜者应该穿颜色鲜艳的和反光率强的衣服，另外应该布置标记让船和其他人容易看到他们。
浮潜者的背可能长时间露在阳光下被晒伤，但是自己却没有注意到。穿相应的衣服可以保护自己被晒伤。
脱水是另一个危险。因此建议浮潜多喝水，尤其是假如他打算长时间浮潜的话。喝水也能防止痉挛。
浮潜者可能发生过度换气症候群，导致浅水休克。与同伴一起浮潜可以帮助避免这个情况。
在珊瑚礁附近浮潜时需要注意不要碰触珊瑚及其中生活的有毒的生物，浮潜者在这里应该戴手套和小心。鞋和蛙鞋特别在浅礁上有用，浮潜者可以穿着它们走到水深的地方。
出于生态保护的角度也应该避免接触珊瑚，以防止它们受到破坏。

### 地点

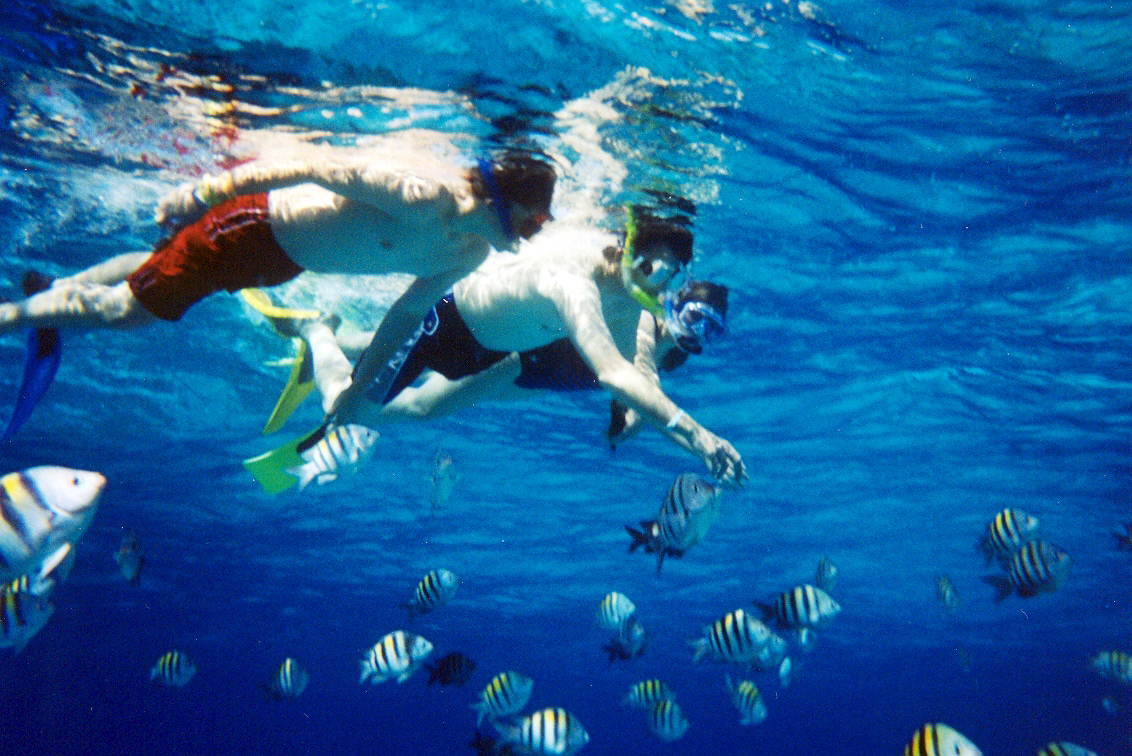
在墨西哥观察鱼的浮潜者

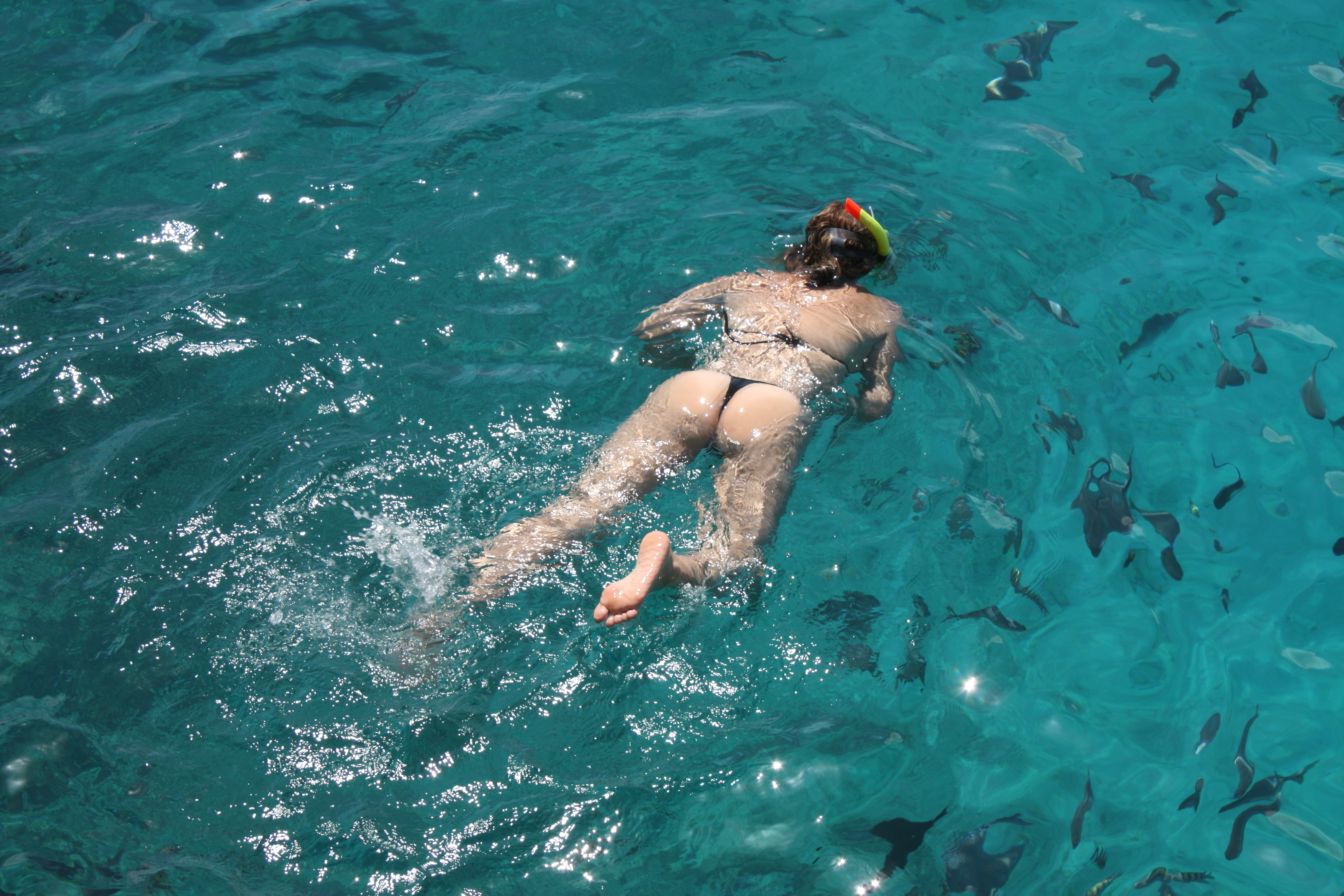
女浮潜者在哥伦比亚

几乎在所有水域里都可以浮潜，但是大多数浮潜是在浪小、水温暖和水面下不远的地方有特别有趣的东西的地方进行。
水面下一到四米深的暗礁最受浮潜者的欢迎。更深的暗礁也好，但是这样的暗礁需要浮潜者经常屏气，对浮潜者的体力要求比较高。